# Udubaddawa Division
Udubaddawa Division är en division i Sri Lanka.   Den ligger i distriktet Kurunegala District och provinsen Nordvästprovinsen, i den västra delen av landet, 60 km norr om huvudstaden Colombo. Antalet invånare är 51 972.